# Mylothris basalis
Mylothris basalis är en fjärilsart som beskrevs av Aurivillius 1907. Mylothris basalis ingår i släktet Mylothris och familjen vitfjärilar. Inga underarter finns listade i Catalogue of Life.